# Acumontia majori
Acumontia majori is een hooiwagen uit de familie Triaenonychidae. De wetenschappelijke naam van Acumontia majori gaat  terug op Pocock.